# Vlag van Goutum

Vlag van Goutum

De vlag van Goutum is de dorpsvlag van het Nederlandse dorp Goutum, in de Friese gemeente Leeuwarden. De vlag werd in 1994 geregistreerd.  Het ontwerp van de vlag is van de hand van Rudolf J. Broersma.

## Beschrijving
De beschrijving van de vlag is als volgt:
Een blauwe broeking met een lengte gelijk aan 1/3 vlaghoogte; de vlucht in twee banen wit-rood, de deellijn met drie kantelen met een kanteeldiepte, gelijk aan 1/4 vlaghoogte.
De kleuren zijn afkomstig van het dorpswapen.

## Symboliek
- Blauwe broeking: staat voor het Van Harinxmakanaal ten noorden van het dorp.[3]
- Drie kantelen: verwijzen naar de drie staten die het dorp rijk was: de Drinkuitsma State, de Putsma State en de Schenkinsma State.[3]

## Zie ook

Wapen van Goutum